# محوطه و گورستان کانی ژی ژوان
محوطه و قبرستان کانی ژی ژوان مربوط به دوره اشکانیان است و در شهرستان مریوان، ۲۰۰ متری جاده خاکی گوزه کوره واقع شده و این اثر در تاریخ ۲۷ مرداد ۱۳۸۲ با شمارهٔ ثبت ۹۶۲۱ به‌عنوان یکی از آثار ملی ایران به ثبت رسیده است.